# 사천읍성
사천읍성(泗川邑城)은 경상남도 사천시에 소재한 조선시대 읍성이다. 1994년 9월 26일 경상남도의 기념물 제144호로 지정되었다.

## 개요
경상남도 사천시 사천읍 선인리 일대에 있는 사천읍성은 돌과 흙으로 쌓은 성곽으로, 약 1.5km의 둘레 중 현재는 3개 부근 약 300m의 성곽이 남아있다.
『사천군지』에 의하면 사천은 조선 태종 때 ‘동성’이라 불렀으며, 그때 진을 두고 병마사로서 별현사를 겸직시켰고 세종 때에 다시 사천현감으로 불렀다.
이 성은 세종 24년(1442)에 병조참판 신인손이 왕명에 의해 쌓았다고 전해지며, 이로부터 4년 뒤 관청을 짓고 읍을 옮겼다고 한다. 처음의 기록에는 성 둘레 3,105척, 성벽의 높이 10.5∼11.5척, 성문과 옹성이 각 3곳이라 되어있고, 그 후의 기록에는 성둘레 5,015척, 성벽의 높이 15척, 성문과 옹성이 각 3곳이라 되어있어 후에 증축하였음을 알 수 있다.
본래 백성을 보호하고 왜구를 방어하기 위하여 쌓았다고 전해지는데, 임진왜란을 겪으면서 많은 수모가 있었다. 특히 선조 32년(1598) 정기룡 장군이 이끄는 조선군과 명나라 원군이 연합하여 이 성을 탈환하기 위해 혈전을 벌여 왜적을 몰아냈다 한다.
현재 성 안에는 충혼탑, 수양루, 활을 쏘는 관덕정이 있는 산성공원이 조성되어 있어 시민들의 좋은 휴식처가 되고있다.

## 같이 보기
- 읍성

## 참고 자료
- 사천읍성 - 국가유산청 국가유산포털